# Ульрих, Томас
То́мас У́льрих (нем. Thomas Ulrich; 11 июля 1975, Берлин) — немецкий боксёр полутяжёлой весовой категории, выступал за сборную Германии в середине 1990-х годов. Бронзовый призёр летних Олимпийских игр в Атланте, обладатель бронзовой медали чемпионата мира, чемпион национального первенства. В период 1997—2012 боксировал на профессиональном уровне, владел поясами интернационального чемпиона ВБС, чемпиона Европы ЕБС, интерконтинентального чемпиона ВБО, дважды был претендентом на титул чемпиона мира.

## Биография
Томас Ульрих родился 11 июля 1975 года в Берлине. Активно заниматься боксом начал в возрасте четырнадцати лет в боксёрском клубе «Шпандау», первого серьёзного успеха на ринге добился в 1991 году, когда в среднем весе выиграл молодёжный чемпионат Германии. Благодаря этой победе получил путёвку на чемпионат мира среди юниоров в Монреаль, где впоследствии занял второе место и получил серебряную медаль. После ещё одного юниорского сезона в 1994 году дебютировал в зачёте взрослого национального первенства и сразу же стал чемпионом, победив в финале титулованного Свена Оттке — с этого момента закрепился в основе национальной сборной.
На домашнем чемпионате мира 1995 года в Берлине Ульрих сумел дойти до стадии полуфиналов и выиграл бронзовую медаль, кроме того, добыл серебро на чемпионате мира среди военнослужащих. В 1996 году удостоился права защищать честь страны на летних Олимпийских играх в Атланте, дошёл до полуфинала, где со счётом 8:12 уступил корейцу Ли Сын Бэ. Также в этом сезоне принимал участие в состязаниях чемпионата Европы в Вайле, однако проиграл уже во втором своём матче на турнире.
Вскоре после этих соревнований Ульрих решил попробовать себя на профессиональном уровне, подписал контракт с гамбургской промоутерской компанией Universum Box-Promotion и в январе 1997 года провёл первый профессиональный бой — в четвёртом раунде нокаутировал американца Гая Стэнфорда. Два года спустя стал чемпионом Германии в полутяжёлом весе, а в апреле 2000 года выиграл пояс интерконтинентального чемпиона по версии Всемирной боксёрской организации (ВБО). Во время второй защиты этого титула в июле 2001 года немец потерпел первое поражение — в шестом раунде поединка с ямайским боксёром Гленом Джонсоном Ульрих дважды оказывался на полу и в итоге получил нокаут в исполнении претендента.
Несмотря на поражение, спортсмен продолжал выходить на ринг, в октябре 2002 года завоевал чемпионский пояс Европейского боксёрского союза (ЕБС), а в мае 2003-го забрал вакантный пояс интернационального чемпиона по версии Всемирного боксёрского совета (ВБС) — по очкам переиграл знаменитого соотечественника Грациано Роккиджани, для которого этот бой получился последним в карьере. Сосредоточившись на защите титула ВБС, Ульрих утратил звание чемпиона Европы, но в июле 2004 года вновь вернул его себе, положив на настил ринга итальянца Сильвио Бранко. В 2005 и 2006 годах немецкому боксёру выпадали шансы побороться за мировые титулы ВБС и ВБО соответственно, тем не менее, ни один из этих шансов он не использовал — сначала нокаутом проиграл поляку Томашу Адамеку, а затем единогласным решением судей уступил венгру Жолту Эрдеи.
Впоследствии Ульрих продолжал боксировать вплоть до середины 2012 года, выиграл менее престижные титулы европейского чемпиона ЕБС и интерконтинентального чемпиона ВБО, но после сокрушительного нокаута от украинца Юрия Барашьяна в феврале 2008 года всё чаще стал проигрывать — из пяти последних матчей выиграл только один, поэтому вскоре принял решение завершить карьеру профессионального спортсмена.